# Donator

Animatie van het Donator principe

Een donator is een overbrengingsmechanisme met een grote overbrengingsverhouding.
Het kenmerk van de donator is dat grote vertragingen mogelijk zijn. Vertragingen van 800 tot 20.000 zijn mogelijk. Omdat de vertragingoverbrenging zeer groot zijn is de aandrijfstijfheid van de donator zeer groot. De aandrijving is zeer compact, robuust, spelingsvrij en onderhoudsvrij.

## Toepassing
De donator wordt toegepast in overbrengingsmechanismen waarbij een grote pressie vereist is. Voorbeelden van zulke overbrengen zijn microscopen.

## Werkingsprincipe

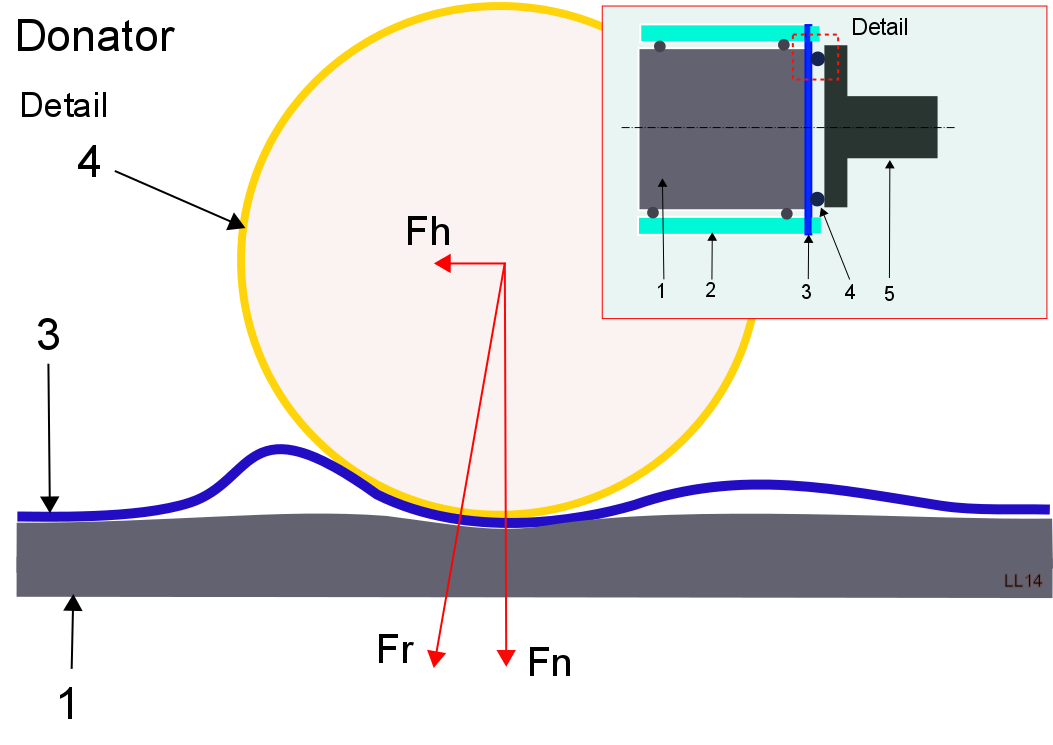
Werkingsprincipe van een donator. 1 Stator 2 Rotor. 3 Folie. 4 Kogel. 5 Rotatie-element.

Een Stator (1), zie figuur, is gelagerd in een Rotor (2). Aan de Rotor (2) is een dunne Folie (3) bevestigd. Een Rotatie-element (5) drukt een aantal Kogels (4) tegen de Folie (3) die los op de Stator (1) ligt. Door de druk (Fn) op de kogels (4) zal de folie (3) elastisch vervormen. De folie (3) zal, omdat ze ingedrukt wordt, naar buiten toe uitwijken. Omdat er voor deze lengtevermeerdering van de Folie (3) rondom de Kogel (4) geen ruimte is zal de Folie (3) plaatselijk opbollen. Doordat het Rotatie-element (5) roteert zullen de kogels (4) rollen over de Folie (3). Omdat de Folie (3) plaatselijk iets opgebold is zullen de Kogels (4) de Folie (3) plat drukken (Fh). Hierdoor ontstaat er een relatieve verplaatsing van de Rotor (2) ten opzichte van de Stator (1). Omdat de indrukking van de Folie (3) volledig elastisch is (veert weer geheel terug) treedt geen slijtage op. Omwille van de verduidelijking is het opbollen van de Folie (3) in de tekening overdreven getekend.
Hetzelfde effect treedt ook op als er met een deegroller over een dun deeg wordt gerold. Het deeg wordt dan in de duwrichting uit elkaar gedrukt.

## Historie

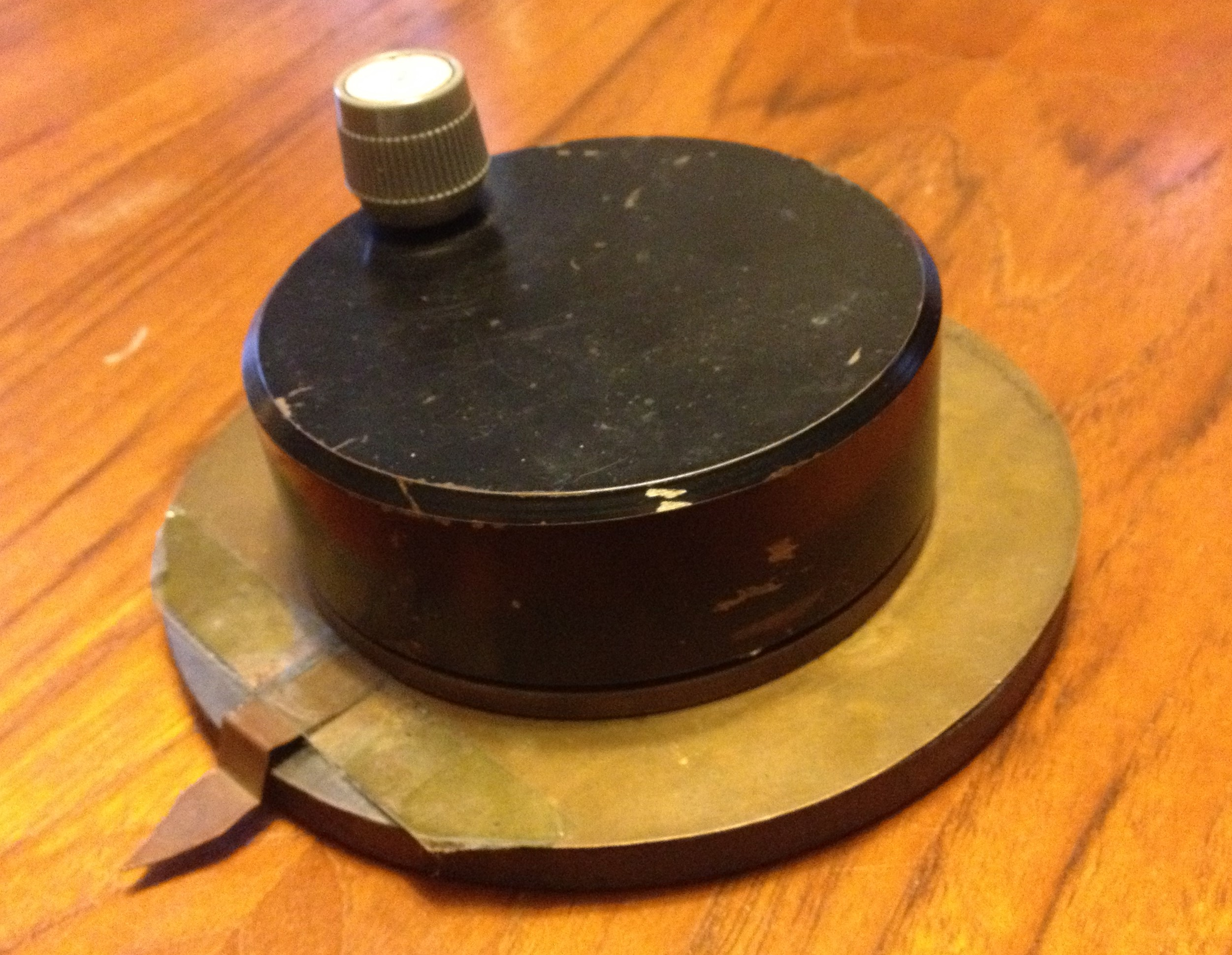
Het eerste werkend prototype van de donator.

De donator is bedacht door Rine Dona. De naam donator is afgeleid van zijn naam: Dona.
Dit is een van de vele ontdekkingen die in het Philips Natuurkundig Laboratorium het licht zagen.